# Camp Lake
Camp Lake is een plaats (census-designated place) in de Amerikaanse staat Wisconsin, en valt bestuurlijk gezien onder Kenosha County.

## Demografie
Bij de volkstelling in 2000 werd het aantal inwoners vastgesteld op 3255.

## Geografie
Volgens het United States Census Bureau beslaat de plaats een oppervlakte van
14,0 km², waarvan 11,6 km² land en 2,4 km² water.

## Plaatsen in de nabije omgeving
De onderstaande figuur toont nabijgelegen plaatsen in een straal van 8 km rond Camp Lake.